# CM-211
La carretera CM-211 es una carretera de titularidad autonómica (Castilla-La Mancha) que une la A-3 a la altura de Minglanilla (Cuenca) con la N-320 en Almodóvar del Pinar (Cuenca) pasando por Puebla del Salvador y Campillo de Altobuey.
Supone una vía más directa y con menos curvas que la N-320 en el trayecto Cuenca-Valencia.
Enlaza en Campillo de Altobuey con la CM-2202, carretera autonómica de segundo orden que une Motilla del Palancar y Campillo de Altobuey.
De esta carretera nace la CU-V-5044 que une la CM-211 con la localidad de La Pesquera.
El trazado discurre por la comarca de la Manchuela conquense, su firme está en muy buen estado, habiendo sido reasfaltado recientemente (octubre de 2008) el tramo que discurre entre Campillo de Altobuey y Minglanilla.
La carretera presenta dos tramos bien diferenciados, entre Almodóvar y Campillo atraviesa grandes pinares, donde en otoño se encuentran gran cantidad de setas (níscalos sobre todo), una vez se ha atravesado la depresión en la que se encuentra Campillo, el paisaje cambia por grandes viñedos, que dan un vino de excelente calidad.

## Historia
Esta carretera, históricamente se denominaba CU-515, pertenecía a la Diputación de Cuenca, su trazado era en gran parte similar al hoy existente. La gran diferencia era la anchura de la misma que era de poco más de 4 metros y el firme, muy irregular y muy bacheado.
A finales de los 80, principios de los 90, sufrió una gran renovación, cuando su titularidad pasó a la Junta de Castilla-La Mancha, se realizó la variante de Campillo de Altobuey, evitando el paso por la localidad y eliminando muchas curvas, poco después se acondicionó el tramo entre Minglanilla y Campillo, suprimiendo el paso de vehículos por Puebla del Salvador. A la vez también se trabajaba en el tramo entre Almodóvar y Campillo, acondicionándolo de forma que casi puede considerarse que es una vía de gran capacidad, por sus largas rectas y eliminación de curvas. La última obra en ejecutarse fue el desvío del tráfico por el interior de Minglanilla y su unión directa con la A-3. 
Desde ese momento el tráfico se ha visto incrementado considerablemente, tanto vehículos ligeros como pesados. A ello ha contribuido sin duda la menor distancia entre Valencia y Cuenca por esta vía que si se tienen que desviar en Motilla, así como el buen estado del firme.

## Desvíos y accesos
| Kilómetro | Tipo de Enlace | Accesos                                                    |
| --------- | -------------- | ---------------------------------------------------------- |
| 0         | Desvío         | Almodóvar del Pinar (N-320) / Albacete-Cuenca              |
| 16        | Paso elevado   | acceso Campillo de Altobuey / CM-2202 Motilla del Palancar |
| 28        | Desvío         | Puebla del Salvador                                        |
| 34        | Cruce y Desvío | La Pesquera CU-V-5044                                      |
| 37        | Cruce y Desvío | Minglanilla                                                |
| 39        | incorporación  | A-3                                                        |

- Datos: Q5737276